# (6880) Hayamiyu
(6880) Hayamiyu (1994 TG15) – planetoida z pasa głównego asteroid okrążająca Słońce w ciągu 4,7 lat w średniej odległości 2,81 j.a. Odkryta 13 października 1994 roku.